# بدیک (تاجیکستان)
بدیک (تاجیکستان) (به لاتین: Bedik, Tajikistan) یک منطقهٔ مسکونی در تاجیکستان است که در ولایت سغد واقع شده‌است.